# فك الرقاب
فك الرقاب أو الصدقة في الرقاب والرقاب جمع رقبة، ومعناها في الشرع الإسلامي: الرقيق (العبد المملوك)، وقد حث الدين الإسلامي على عتق الرقاب، والمعونة في فكها من العبودية، ودفع الصدقة في فك الرقبة أحد الأصناف الثمانية في مصارف الزكاة، والرقاب المكاتبون، أو العتق استقلالا.

## فك الرقاب في الإسلام
حث الدين الإسلامي على فك الرقبة أي: عتق العبد المملوك (الرقيق)، وشرع ما يؤدي إلى ذلك، بالكفارات، ودفع قسط من مال الزكاة في فك الرقاب، وفي الحديث:
«عن البراء بن عازب قال: جاء رجل فقال: يا رسول الله! دلني على عمل يقربني من الجنة ويباعدني من النار، فقال: "أعتق النسمة وفك الرقبة" فقال: يا رسول الله! أوليسا واحدا؟ قال: لا، عتق النسمة أن تفرد بعتقها، وفك الرقبة أن تعين في ثمنها». المسند

### الصدقة في الرقاب
يدفع من مال الزكاة قسطا في فك الرقاب، وهو أحد مصارف الزكاة الثمانية المذكورون في قوله تعالى: ﴿وفي الرقاب﴾ والرقاب هم المكاتبون، وهو قول الشافعي والليث، وعن أبي موسى الأشعري نحو هذا، والمكاتب هو الرقيق الذي كاتبه مالكه على العتق، مقابل دفع عوض، قال الله تعالى: ﴿فكاتبوهم إن علمتم فيهم خيراً﴾
وعن الحسن البصري، ومقاتل بن حيان، وعمر بن عبد العزيز، وسعيد بن جبير، والنخعي، والزهري، وابن زيد أنهم المكاتبون، ويدل على ذلك حديث:
«عن أبي هريرة رضي الله عنه أن النبي ﷺ قال: "ثلاثة حق على الله عونهم: الغازي في سبيل الله، والمكاتب الذي يريد الأداء، والناكح الذي يريد العفاف».
القول الثاني
أن فكاك الرقاب أعم من أن يعطى المكاتب، أو يشتري رقبة فيعتقها استقلالا، وهو مذهب مالك بن أنس وأحمد وإسحاق، قال ابن عباس، والحسن: «لا بأس أن تعتق الرقبة من الزكاة».
وقد ورد في ثواب الإعتاق وفك الرقبة أحاديث كثيرة.
وأن الله يعتق بكل عضو منها عضوا من معتقها حتى الفرج بالفرج، وما ذاك إلا لأن الجزاء من جنس العمل، ﴿وَمَا تُجْزَوْنَ إِلَّا مَا كُنْتُمْ تَعْمَلُونَ ۝٣٩﴾ [الصافات:39].
«يشتري الإمام الرقاب من الزكاة فيعتقها عن المسلمين، والولاء لجميعهم، قال ابن القاسم: ولا يجري فيها إلا ما يجري في الرقاب الواجبة، خلافا لابن حبيب في الأعمى والأعرج والمقعد، وقال ابن وهب: هو فكاك المكاتبين، قال محمد: يعطي مكاتبه من زكاته ما لم يتم به عتقه، وفي قطاعة مدبره ما يعتق به، وهما لا يجزئان في الواجب».

## معنى الآية
قوله تعالى: وفي الرقاب اجتمع فيه العرف الشرعي واللغة
في عرف الشرع: الرقيق الكامل الرق والذات؛ لأنه تعالى أطلق الرقبة في الظهار والقتل ولم يرد بها إلا ذلك.
في اللغة:تصدق على الأحرار والعبيد ومن كمل ومن نقص، فالمشهور قدم العرف الشرعي، وهو المشهور في أصول الفقه بأنه ناسخ للغة، ومن لاحظ اللغة لكونها الحقيقة، وغيرها مجاز أجاز المكاتب والمدبر والمعيب والأسير وعتق الإنسان عن نفسه، وإن كان الولاء له دون المسلمين، فلأن مقصود الزكاة إنما هو شكر النعمة وسد الخلة، وهذا حاصل، والولاء للمعتق، فإن حق المسلمين إنما يتعين في بيت المال، وكذلك سائر مصارف الزكاة لا يعم منها شيء للمسلمين، وقياسا على الرقاب في غير الزكاة، فإنه يجزئ والولاء للمعتق.